# Карл Ауер фон Вельсбах
Карл Ауер фон Вельсбах (нім. Carl Auer von Welsbach, 1 вересня 1858, Відень; †4 серпня 1929, Мельбінг, Каринтія) — австрійський хімік та підприємець. Засновник Трайбахер Індусрі АҐ (Treibacher Industrie AG) та Товариства Ауера в Берліні.
Відкривач чотирьох хімічних елементів — Неодиму, Празеодиму, Ітербію та Лютецію. Винахідник кресала в запальничках та нитки розжарювання у лампі розжарювання.

## Походження
Його батько був директор державної друкарні у Відні. Завдяки своїм численним винаходам сім'я отримує підвищення до аристократичного статусу і приставку до прізвища фон Вельсбах, що вказує на її походження з міста Вельс у Верхні Австрії. Батько теж швидко розпізнає обдарованість свого сина Карла.

## Життя
Хімію вивчав Ауер у Відні та Гайдельберзі. У лабораторії Роберта Вільгельма Бунзена почав досліджувати рідкісноземельні метали. Після захисту дисертації у 1882 році повертається до Відня. Там працює в інституті Роберта фон Лібен.
За допомогою фракційної кристалізації у 1885 році розкладає Дідим на елементи: Неодим та Празеодим. До цього вважали Дідим за окремий елемент.

Займається теж оксидами, спостерігаючи при цьому підсилення свічення в газовій горілці при внесенні в неї сітки з оксидів. Оптимізує склад цієї сітки і робить патент, що привело до можливості виготовлення сильних і в той же час малих за розмірами джерел світла.

Експерименти з електричними джерелами світла привели до патентування у 1898 році
лампи розжарювання з металевою (осмій) ниткою розжарювання. Розробив процес виготовлення нитки розжарення з осмію (патент 1890).

У 1903 році винайшов кресальний камінь для запальнички на основі сплаву заліза і церію. Організовує виробництво запальничок.

У 1905 відкриває незалежно від Жоржа Урбана — Ітербій та Лютецій.

10 березня 1906 року зареєстровує Карл Ауер фон Вельсбах у Берліні товариство ОСРАМ (ОСмій та ВольфРАМ від елементів Осмій та Вольфрам) (OSRAM) — «Електричні дугові лампи та лампи розжарювання».